# Oligoplites saurus
 Oligoplites saurus és una espècie de peix de la família dels caràngids i de l'ordre dels perciformes.

## Morfologia
Els mascles poden assolir els 35 cm de longitud total.

## Subespècies
- Oligoplites saurus saurus a l'Atlàntic occidental.
- Oligoplites saurus inornatus al Pacífic oriental.

## Distribució geogràfica
Es troba a l'Atlàntic occidental (des de Maine i el nord del Golf de Mèxic fins a l'Uruguai i les Índies Occidentals. És absent de les Bahames) i al Pacífic oriental (des de la Baixa Califòrnia fins a l'Equador).